# 간염
간염(肝炎, 독일어, 영어, 스페인어: hepatitis)은 간 조직에 입는 염증을 일으키는 세포로 인한 손상을 말한다. 서양의 용어는 고대 그리스어 헤파(그리스어: ηπαρ, 간) 또는 헤파토(그리스어: ηπατο-, 간의)와 염증을 뜻하는 -itis에서 왔다. 상태는 스스로 제어되어 나을 수도 있고, 간을 손상시켜 간경변이나 섬유증으로 진행할 수도 있다. 6개월 이하로 지속될때는 급성 간염, 더 길 때는 만성 간염으로 본다. 세계적으로 볼 때 간염은 대부분 간염 바이러스라고 알려진 일련의 바이러스들이 일으킨다. 또 독성 물질 (특히 알코올)에 의하거나 자체 면역 과정에서 생기는 간염도 있다. 걸린 사람이 아프다고 느끼지 않아도 잠복기를 지나고 있을 수 있다. 보통 간에 심각한 손상을 입고서야 자각 증상이 생기며 통증을 느낀다.

## 징후 및 증상

### 급성
초기 특징은 전형적인 유사 감기 증상으로, 거의 모든 급성 바이러스성 감염과 공통되며, 불쾌감, 근육통, 관절통, 신열, 메스꺼움이나 구토, 설사, 두통이 있을 수 있다. 급성 간염에서 볼 수 있는 보다 구체적인 증상으로, 심한 신경성 식욕 부진증, 흡연가 중 흡연에 대한 혐오감, 검은색 소변, 황달, 복부의 불편함 등이 있다.
신체 검사 결과는 보통 미미하나, 10%에서 가벼운 간 비대, 5%에서 림프샘 장애 또는 비장 비대증을 보이기도 한다.
급성 간염 환자의 일부는 급성 간부전으로 발전하기도 하는데, 간은 해로운 물질들을 혈액 순환으로부터 맑게 하지 못하여 혼수상태를 초래하는 간성뇌병증이 될 수 있으며, 혈액단백질을 생산하여 말초 부종과 출혈을 일으키기도 한다. 이는 생명을 위협할 수도 있으며, 종종 간 이식을 요한다.

### 만성
만성 간염은 종종 불안감, 피로, 쇠약 같은 불특정한 증상을 초래하며, 증상이 전혀 없을 수도 있다. 만성 간염의 확인은 보통 검진이나 불특정 증상을 판정하기 위한 혈액 검사로 확인한다.
광범위한 손상과 간경변으로는 체중이 감소하고, 쉽게 피로해지며, 출혈의 경향이 있고, 팔다리가 붓거나, 복수가 차기도 한다. 결국 간경변은 식도정맥류, 간성뇌병증, 간신증후군 등의 다양한 합병증을 초래한다.
자가면역성 간염에 걸린 여성에서는 여드름, 비정상적인 월경, 폐 반흔(lung scarring)이 있을 수 있고, 갑상선, 신장이 붓기도 한다.

## 원인

#### 급성 간염
- 바이러스성 간염: A에서 E형까지 (95%가 바이러스성), 헤르페스, 헤르페스 심플렉스 바이러스(Herpes simplex), 사이토메갈로바이러스, 황열바이러스, 아데노바이러스(adenoviruses)
- 비 바이러스성 감염: 톡소플라즈마(toxoplasma), 렙토스피라(Leptospira), Q열(Q fever), 록키산 반점열(rocky mountain spotted fever)
- 알코올
- 독: 버섯에 있는 아마니타(Amanita), 십염화탄사(Carbon tetrachloride), 아사페티다(asafetida)
- 약물: 파라세타몰(Paracetamol), 아목시실린(amoxycillin), 일부 결핵 치료약들, 미노실린 등
- 순환 부족
- 임신
- 자발적 면역 상태. 예) Systemic Lupus Erythematosus (SLE)
- 물질대사성 질환: 예) 윌슨병

#### 만성 간염
- 바이러스성 : D형 간염 없는 B형 간염. C형 간염. A, E형 간염은 급성만 있다.
- 자가면역성 간염(Autoimmune hepatitis)
- 알코올
- 약물: 메틸 도파(methyl-dopa), 니트로푸란토인(nitrofurantoin), 이소니아지드(isoniazide), 케토코나졸(ketoconazole)
- 비 알코올성 지방간
- 유전: 윌슨병, 알파 1-안티트립신 부족
- 초기 담즙 경변이나 초기 쓸개관 경화도 때때로 만성 간염과 증상이 비슷하다.

### 간염 위험 국가
중국에서는 백신도 치료제도 없는 C형 간염인 인구가 전체 인구의 30%가 넘는다는 베이징대학 백신연구개발센터의 조사 결과가 있다. 중국에서는 C형 간염의 수입 치료약이 금지되어 있다. 그래서 많은 중국인들이 대한민국의 약국에서 C형 간염 치료약을 구입하고 있기 때문에, C형 간염이 적은 대한민국에서는 중국인(조선족 포함)에 의한 C형 간염 전파에 주의가 필요하다. 그 외에 동남아에는 음식등으로 감염되는 A형 간염이 많아서, A형 간염 예방 주사를 맞고 여행하는 것이 좋다.

## 종류
- A형 간염
- B형 간염
- C형 간염
- B형을 동반한 D형 간염
- E형 간염
- F형 간염
- G형 간염
- 독성 간염
- 알코올성 간염
- 자가면역성 간염

## 같이 보기
- 세계 간염의 날